# Beyond the Darkness
Beyond the Darkness (Italiaans: Buio Omega) is een Italiaanse horrorfilm uit 1979, geregisseerd door Joe D'Amato. In de film spelen Kieran Canter, Cinzia Monreale, Franca Stoppi en Sam Modesto.
Beyond the Darkness is gefilmd in twee weken in Italië en is een remake van de film The Third Eye uit 1966. Hij werd uitgebracht in Italië naar wat de Italiaanse filmhistoricus Roberto Curti beschreef als een relatief slecht ontvangen release en werd in 1987 opnieuw uitgebracht in Italië als In Quella Casa Buio Omega om het te associëren met de La casa-filmserie.

## Synopsis
Geobsedeerd door de dood van zijn vriendin Anna, graaft Frank Wyler, een jonge rijke preparateur haar lijk op om het te balsemen en op te zetten. Terwijl zijn obsessie steeds groteskere vormen begint aan te nemen vindt er een reeks gruwelijke moorden plaats. Frank woont in een villa met een huishoudster (Stoppi) die wellicht nog maffer is dan hijzelf.
Ze heeft namelijk een obsessieve jaloezie/verliefdheid jegens Frank en wil hem volledig voor haarzelf hebben.
Ondertussen slaat hij ook aan 't moorden toe vanwege enkele dames die hij tegenkomt en per ongeluk zijn macabre bezigheden ontdekken. De situatie wordt pas echt complex als blijkt dat Anna een identieke tweelingzus heeft.

## Rolverdeling
| Acteur           | Personage                         |
| ---------------- | --------------------------------- |
| Kieran Canter    | Frank Wyler / Francesco Koch      |
| Cinzia Monreale  | Anna & Elena Völkl                |
| Franca Stoppi    | Iris de huishoudster              |
| Sam Modesto      | Mr. Kale, de begrafenisondernemer |
| Anna Cardini     | Jogster                           |
| Lucia D'Elia     | Jan, de liftster                  |
| Mario Pezzin     | Priester                          |
| Simonetta Allodi | Meisje in disco                   |